# Lars Heltoft
Lars Heltoft (født 1949) er en dansk sprogforsker, der er ansat som professor ved Institut for Nordiske Studier og Sprogvidenskab, Københavns Universitet.
Sammen med professor Erik Hansen har Heltoft skrevet 3-bindsværket Grammatik over det Danske Sprog.
Han har også været forfatter på Grammatiske termer, en opslagsbog om grammatik udgivet af Dansk Sprognævn.

## Udvalgt bibliografi
- Lars Heltoft (1986), "Topologi og syntaks. En revision af Paul Diderichsens sætningsskema", NyS, 16 (16-17): 105-130, doi:10.7146/NYS.V16I16-17.13345, Wikidata  Q93724804
- Erik Hansen; Lars Heltoft (2011), Grammatik over det Danske Sprog, Wikidata  Q61485520 
  - Erik Hansen; Lars Heltoft (2011), Grammatik over det Danske Sprog, Det Danske Sprog- og Litteraturselskab, Syddansk Universitetsforlag, ISBN 978-87-7533-008-9, LCCN 2012499011, OCLC 772551798, OL 31018315M, Wikidata  Q58673045 
  - Erik Hansen; Lars Heltoft (11. februar 2019), Grammatik over det Danske Sprog, Det Danske Sprog- og Litteraturselskab, Syddansk Universitetsforlag, ISBN 978-87-7533-043-0, Wikidata  Q61485231